# Katia Segers
Katia Segers (Aalst, 11 juni 1967) is een Belgisch politica voor Vooruit.

## Biografie
Katia Segers groeide op in Liedekerke en voldeed haar humaniora aan het Koninklijk Atheneum in Denderleeuw, vervolgens studeerde ze in 1989 af in de communicatiewetenschappen aan de Vrije Universiteit Brussel (VUB). Tijdens haar laatste jaar werkte ze in de Muntschouwburg voor Gerard Mortier. in 1989 werd ze aangesteld als assistent communicatiewetenschappen aan de VUB, waar ze in 1998 doctoreerde op een proefschrift over cultuursponsoring. Datzelfde jaar werd ze aangesteld als docent communicatiewetenschappen aan de VUB, later werd ze er hoofddocent. Daarnaast was ze van 2002 tot 2014 directeur bij CEMESO, voorzitter van het Kunstenplatform van de Universitaire Associatie Brussel en werd ze van 2010 tot 2014 docente creatieve industrieën aan de Universiteit Antwerpen.
Van 1986 tot 1999 woonde ze in het centrum van Brussel, vervolgens in Laken en in 2002 keerde ze terug naar Liedekerke. In 2006 trad ze in navolging van haar Russische grootmoeder in de politiek. In 2006 werd ze voor de sp.a verkozen tot gemeenteraadslid van Liedekerke. Van januari tot december 2012 was ze er schepen van Financiën, Feestelijkheden en Erfgoed en van januari 2013 tot juli 2014 schepen voor Cultuur, Communicatie en Kunstonderwijs.
Bij de verkiezingen van 25 mei 2014 werd ze verkozen tot Vlaams Parlementslid voor de kieskring Vlaams-Brabant. In de legislatuur 2014-2019 was ze vast lid van de commissie Cultuur, Jeugd, Sport en Media en voorzitter van de commissie Brussel en Vlaamse Rand. Op 26 mei 2019 stond ze op de tweede plaats op de Vlaams-Brabantse sp.a-lijst en werd ze herkozen. In haar tweede legislatuur als Vlaams Parlementslid werd Segers vast lid van de commissie Brussel, Vlaamse Rand en Dierenwelzijn. Op 9 juni 2024 werd ze vanop de derde plaats van de lijst herkozen voor een derde termijn in het Vlaams Parlement. Nadien werd zij voorzitter van de commissie Brussel, Vlaamse Rand en Dierenwelzijn en vast lid van de commissie Cultuur, Jeugd, Sport en Media.
Van 2014 tot 2022 zetelde Segers eveneens als deelstaatsenator in de Senaat, een functie die ze sinds januari 2025 opnieuw uitoefent. Wegens het cumulatieverbod van deelstaatsenator met een lokaal uitvoerend mandaat moest ze daarom haar schepenambt laten vallen. In juni 2022 werd ze opnieuw schepen in Liedekerke, nadat haar partijgenoot Dirk Lodewijk die post verliet. Segers nam hierop ontslag uit de Senaat. Als schepen werd ze bevoegd voor openbare werken, ruimtelijke ordening en woonbeleid. Segers bleef schepen tot in december 2024 en werd vervolgens gemeenteraadslid in de oppositie. 
Ze is gehuwd met Francis Maes, musicoloog aan de Universiteit Gent en heeft drie kinderen.
Segers was van 2008 tot 2014 eveneens voorzitter van de raad van bestuur van de Vlaamse Regulator voor de Media (VRM). Daarnaast zetelde ze van 1997 tot 2014 in de raden van bestuur van de Vlaamse Opera en in het Koninklijk Ballet van Vlaanderen.